# Ceratophygadeuon taeniatus
Ceratophygadeuon taeniatus là một loài tò vò trong họ Ichneumonidae.